# Leviellus
Genre
Synonymes
- Stroemiellus Wunderlich, 2004

Leviellus est un genre d'araignées aranéomorphes de la famille des Araneidae.

## Distribution
Les espèces de ce genre se rencontrent en écozone paléarctique.

## Liste des espèces
Selon World Spider Catalog (version 25.0, 19/03/2024) :
- Leviellus caspicus (Simon, 1889)
- Leviellus inconveniens (O. Pickard-Cambridge, 1872)
- Leviellus kochi (Thorell, 1870)
- Leviellus poriensis (Levy, 1987)
- Leviellus stroemi (Thorell, 1870)
- Leviellus thorelli (Ausserer, 1871)

## Systématique et taxinomie
Ce genre a été décrit par Wunderlich en 2004 dans les Zygiellidae. Il est placé dans les Phonognathidae par Kuntner et al. en 2023 puis dans les Araneidae par Hormiga et al. en 2023.
Stroemiellus a été placé en synonymie par Gregorič, Agnarsson, Blackledge et Kuntner en 2015.

## Étymologie
Ce genre est nommé en l'honneur de Herbert Walter Levi.

## Publication originale
- Wunderlich, 2004 : « The fossil spiders (Araneae) of the families Tetragnathidae and Zygiellidae n. stat. in Baltic and Dominican amber, with notes on higher extant and fossil taxa. » Beiträge zur Araneologie, vol. 3, p. 899-955 (en).